# Hojo Munekata
Hojo Munekata (Japans: 北条宗方) (1278 - 27 mei 1305) van de Hojo-clan was de tiende kitakata rokuhara tandai (hoofd binnenlandse veiligheid te Kioto) van 1297 tot 1300. 